# Liste der Sonderausstellungen des Museums für Hamburgische Geschichte
Das Museum für Hamburgische Geschichte zeigte ab 1911 die folgenden Sonderausstellungen (Auswahl). Die Angaben entstammen der Dokumentationsabteilung des Museums für Hamburgische Geschichte.
| Titel der Ausstellung | Zeitraum der Ausstellung                           |
| --- | -------------------------------------------------- |
| Werke von Arnold Lyongrün | 1911                                               |
| Hamburger Bildnisse – Gemälde aus Privatbesitz | 04.11.1935 - 01.12.1935                            |
| Hamburg und die deutsche Hanse – Ausstellung des Hamburgischen Staatsarchivs | 07.1938                                            |
| Hamburgs Omnibusse und Pferdebahnen 1839-1890 | 09.1947 - 10.1947                                  |
| Unsere Alster, verbunden mit einer Gemäldeausstellung von Arthur Illies – Ausstellung des Alster-Vereins | 13.05.1950 - 28.05.1950                            |
| Richter und Gerichte im alten Hamburg – Ausstellung der Justizverwaltung und des Staatsarchivs | 02.10. – 28.11.1954                                |
| HAPAG – aus der Geschichte einer Hamburger Reederei | 03.1960 - 05.1960                                  |
| Hamburger : Fritz Kempe – Fotographische Portraits von Persönlichkeiten des öffentlichen Lebens der Freien und Hansestadt Hamburg – aus der Sammlung der Landesbildstelle in Verbindung mit der Hamburg-Gesellschaft | 03.11.1964 - 10.12.1964                            |
| 125 Jahre Eisenbahnverbindung Berlin-Hamburg [?] | 1971[?]                                            |
| Festzüge in Hamburg 1696-1913 -bürgerliche Selbstdarstellung und Geschichtsbewußtsein | 09.05.1972 - 10.09.1972                            |
| Weihnachtsausstellung | 12.1972                                            |
| Der Ausruf in Hamburg – ländliche Händler auf dem Markt | 18.05.1973 - 02.12.1973                            |
| Gärten, Landhäuser und Villen des hamburgischen Bürgertums: Kunst, kulturgesellschaftliches Leben in 4 Jahrhunderten – Ausstellung in Verbindung mit dem Denkmalschutzamt Hamburg und dem Staatsarchiv               | 29.05.1975 - 26.10.1975                            |
| ... nach Amerika! – Auswanderung in die Vereinigten Staaten | 04.07.1976 - 26.09.1976                            |
| Freiheit für Amerika! Der amerikanische Unabhängigkeitskrieg von 1775 bis 1783 – Gedenkausstellung der British Library im MHG                                                                                        | 14.12.1976 - 13.03.1977                            |
| Backsteinbau in Hamburg – Ausstellung in der Finanzbehörde am Gänsemarkt | 05.1977 - 06.1977                                  |
| Von Lessing ist keine Notiz zu nehmen – Ausstellung in der Finanzbehörde am Gänsemarkt | 01.1979 - 05.1979                                  |
| Arbeiterbewegung in Hamburg von ihren Anfängen bis 1918 | 05.1979 - 09.1979                                  |
| Volkskunst aus Polen | 12.1979 - 02.1980, Eröffnung 19.12.1979            |
| Mit Ansgar beginnt Hamburg | 07.02.1980 - 23.03.1980                            |
| Maler der See – Marinemalerei in 300 Jahren (Sammlung Peter Tamm) | 11.1980 - 02.1981                                  |
| 50 Jahre Modelleisenbahn Hamburg 1931-1981 | 1981                                               |
| Arbeit und Vernichtung – das Konzentrationslager Neuengamme 1938-1945 | Eröffnung des Dokumentenhauses 18.10.1981          |
| Schicht um Schicht zur Hammaburg – eine Ausstellung des Museumspädagogischen Dienstes | 12.05.1981 - 31.12.1981                            |
| Frieden für das Welttheater – Goethe, ein Mitwirkender, Beobachter und Vermittler zwischen Welt und Theater, Politik und Geschichte                                                                                  | 26.11.1982 - 27.03.1983                            |
| Hans Leip – Schriftsteller, Maler, Graphiker 1893-1983 | 22.09.1983 - 27.11.1983                            |
| Kola-Fu – Konzentrationslager und Gestapogefängnis Hamburg-Fuhlsbüttel 1933-1945 | 09.1983 - 05.1984                                  |
| Zwischen Schären und Fjorden, Fluchtwege nach Norden – Neue Arbeiten von Volker Meier | 21.06.1984 - 21.10.1984                            |
| Navy Look – Seeleute in der Mode | 08.1984 - 11.1984                                  |
| Ein schwedischer Archipel – Schiffe, Fischer, Bauern – eine Ausstellung des Stockholmer Stadtmuseums | 01.02.1985 - 05.05.1985                            |
| Stadt, Land, Fluß ... Alstergeschichten – eine Ausstellung des Museumspädagogischen Dienstes | 07.1985 - 03.1986                                  |
| Steine des Anstoßes – Nationalsozialismus und Weltkrieg in Denkmälern 1945-1983 | 12.1985 - 01.1986                                  |
| Hammonias Töchter – Frauen und Frauenbewegung in Hamburgs Geschichte | 09.1985 - 01.1986                                  |
| Ehemals in Hamburg zu Hause: jüdisches Leben am Grindel; Bornplatz-Synagoge und Talmud-Tora-Schule | 09.1986 - 02.1987                                  |
| Hamburg-Bilder, Hamburg-Texte – Visionen und Reflexionen Gerrit M. Bekkers zu hamburgischer Geschichte | 29.04.1987 - 02.08.1987                            |
| Vergessen – Behinderte, Zwangssterilisierte, Prostituierte, Swing-Jugend, Homosexuelle, Bettler und Obdachlose, Zeugen Jehovas. Ausstellung der Projektgruppe für die vergessenen Opfer des NS-Regimes               | ab 08.1987                                         |
| Hamburger Porträts des 17. Jahrhunderts | 09.1987 - 11.1987                                  |
| Wir sind die Kraft – Arbeiterbewegung in Hamburg von den Anfängen bis 1945 [und 1945-1949] | 11.1988 - 02.1989                                  |
| Die Hanse – Lebenswirklichkeit und Mythos | 08.1989 - 11.1989                                  |
| Matthias Claudius, der Wandbeker Bote – zum 250. Geburtstag | 08.1990 - 10.1990                                  |
| Geschichte in Gold – Ausstellung einer Hamburger Privatsammlung im Münzkabinett des MHG | 20.03.1991 - 02.06.1991                            |
| Werftstücke und Containerbilder – Arbeiten von Dieter Nestler | 26.04.1991 - 16.06.1991                            |
| Das Modell salomonischer Tempel | 10.1991 - 11.1991                                  |
| 400 Jahre Juden in Hamburg | 08.11.1991 - 29.03.1992                            |
| Im Gleichschritt aus dem Tritt |                                                    |
| Hamburger Abläufe – Malerei, Fotografie, Installation von Rainer Müller | 05.1992 - 06.1992                                  |
| Figur und Abstraktion – das Schaffen des Künstlers Siegfried Jonas | 05.1992 - 08.1992                                  |
| Gesichter und Persönlichkeiten – Hamburger Bildnisse aus dem Museum für Hamburgische Geschichte | 02.09.1992 - 03.01.1993                            |
| Volker Meier Retrospektive | 06.1993 - 09.1993                                  |
| Wenn alles in Scherben fällt...! Hamburgs Weg in den Feuersturm | 07.1993 - 02.1994, verlängert bis 02.1997          |
| Winterlager – Grafik und Malerei von Rolf Zander 1955-1990 | 01.1994 - 03.1994                                  |
| Der Erste Weltkrieg: 'Von Menschenschlachthaus' und 'Stahlgewittern' – Visionen und Realität. | 07.1994 - 11.1994, verlängert bis 02.1997          |
| Restaurieren heißt nicht wieder neu machen – ein Berufsbild im Wandel | 12.1995 - 02.1996                                  |
| Der diskrete Charme öffentlicher Einrichtungen – die Faszination des Alltäglichen – Malereien und Zeichnungen von Conrad Brockstedt 1989-1995                                                                        | 20.12.1995 - 11.02.1996                            |
| Am Ende der Welt – rund um Kap Hoorn, Feuerland, Patagonien. Geschichte und Entdeckungen im Spiegel alter Karten | 05.1996 - 10.1996                                  |
| Gerd Stange: Weitergraben – Graben als künstlerische Strategie | 17.12.1996 - 23.02.1997                            |
| Die ganze Schiffahrt im Kleinen – Schiffs- und Hafenmodelle von Edmund Köster | 12.1996 - 02.1997                                  |
| Bauen nach der Natur – die Erben Palladios in Nordeuropa | 30.05.1997 - 31.08.1997                            |
| Stadtlandschaften – Papierarchitekturen – Papierobjekte und Zeichnungen von Werner A. Nöfer | 13.02.1998 - 14.06.1998                            |
| Mein großer Traum ist Mexico: Text-Foto-Porträt von Menschen mit HIV und AIDS | 22.04.1998 - 07.06.1998                            |
| Tiere, Menschen, Illusionen – 150 Jahre Hagenbeck | 06.1998 - 11.1998                                  |
| Zeremoniell und Freiheit | 25.03.1999 - 19.09.1999                            |
| Eröffnung Dampfer Werner | Eröffnung 05.05.1999                               |
| Der Lebensbaum : Shu Chuanxi und die Erneuerung der chinesischen Malerei | 12.10.1999 - 09.01.2000                            |
| Manfred Besser : Stadt Land Fluß ; Bilder von den Ufern der Elbe | 21.01.2000 - 20.02.2000                            |
| Hamburg und die Hapag : Seefahrt im Plakat | 08.03.2000 - 02.07.2000                            |
| Ich wollte es würde Nacht oder die Preußen kämen : die Schlacht bei Waterloo im Kleinformat | 28.03.2000 - 24.04.2000                            |
| Ein KZ wird geräumt : Häftlinge zwischen Vernichtung und Befreiung | 03.05.2000 - 12.06.2000                            |
| Das Tor zur Welt Constantin Hahm mit Bildern, Zeichnungen und Hahm's Hafenbar | 25.10.2000 - 14.01.2001                            |
| Bibel, Schwert und Götterglaube | 25.01.2001 - 04.03.2001                            |
| Gottes Freund aller Welt Feind : von Seeraub und Konvoifahrt ; Störtebeker und die Folgen | 23.03.2001 - 02.09.2001, verlängert bis 07.10.2001 |
| Auf der Elbe nach Helgoland : unser Leben mit dem Strom | 29.05.2002 - 29.09.2002                            |
| Es brannte an allen Ecken zugleich : Hamburg 1842 | 21.11.2002 - 23.02.2003                            |
| Die Antiken Mosaiken von Ravenna | 04.03.2003 - 13.04.2003, verlängert bis 21.04.2003 |
| Der Traum von der Stadt am Meer : Hafenstädte aus aller Welt | 10.09.2003 - 01.02.2004                            |
| Experiment und Tradition : Schmuck und Gerät von Hildegard Risch und Eva Mascher-Elsässer | 01.04.2004 - 13.06.2004                            |
| Axel Groehl – Zur Französischen Revolution ; Kunstausstellung mit Werken von Axel Groehl | 13.05.2004 - 05.09.2004                            |
| Die große Welt der kleinen Schiffe : Geschichte der Seefahrt en miniature | 30.10.2004 - 06.03.2005                            |
| Grenzenlos : zeitgenössische jüdische Künstler in Hamburg und Schleswig-Holstein | 05.12.2004 - 12.12.2004                            |
| 1945 : Kriegsende in Hamburg – Eine Stadt erinnert sich | 27.04.2005 - 14.08.2005                            |
| Faszination Hamburger Hafen : Fotografien von Walter Lüden | 16.09.2005 - 08.01.2006                            |
| Die Neustadt – religiöse Vielfalt und Toleranz | 27.10.2005 - 24.11.2005                            |
| Die unaufhörliche Gartenlust : Gartenkultur in Hamburg vom 17. bis zum 20. Jahrhundert | 03.03.2006 - 30.04.2006                            |
| The Hamburg Sound : Beatles, Beat & Grosse Freiheit | 03.06.2006 - 5.11.2006, verlängert bis 07.01.2007  |
| Glaskultur in Niedersachsen : Tafelgeschirr und Haushaltsglas vom Mittelalter bis zur frühen Neuzeit | 29.03.2007 - 24.06.2007                            |
| Geflohen aus Deutschland – Hamburger Künstler im Exil 1933-1945 | 07.09.2007 - 09.12.2007                            |
| Hamburgs Geschichte zwischen Mythos und Wirklichkeit | 13.02.2008 - 10.08.2008                            |
| Konstrukteur der modernen Stadt : William Lindley in Hamburg und Europa 1808-1900 | 01.10.2008 - 22.02.2009, verlängert bis 17.05.2009 |
| Multiple City – Hamburg | 15.07.2009 - 15.11.2009                            |
| Wachgeküsst : die Wiederentdeckung eines hanseatischen Landhauses (1830-1909) ; eine öffentliche Restaurierungsschau                                                                                                 | 23.04.2010 - 09.01.2011                            |
| atmen und halbwegs frei sein : Flucht nach Shanghai | 20.05.2011 - 17.07.2011                            |
| Die große Flut – Katastrophe, Herausforderung, Perspektiven | 24.02.2012 - 02.09.2012                            |
| Heilige Räume – Zwei Ausstellungen zur Sakral-Architektur. Die Geheimnisse des Salomonischen Tempels & Neue Moscheen im Bild der Stadt.                                                                              | 01.11.2012 - 03.03.2013                            |
| Wohin mit der Stadt? Was kann, was will, was soll das Hamburg Museum? | 25.04.2013 - 30.06.2013                            |
| The Vertical Village. Individual, Informal, Intense Taipei | 02.08.2013 - 29.09.2013                            |
| Wilhelmsburg – Sydhavnen | 25.09.2013 - 20.10.2013                            |
| „Geht doch!“ | 08.11.2013 - 21.04.2014                            |
| SPARSTADT – zwischen Aushalten und Haushalten | 28.08.2014 - 26.10.2014                            |
| 175 Jahre Daguerreotypie | 16.11. 2014 - 06.01.2015                           |
| Park Pioniere | 13.06.2014 - 19.04.2015                            |
| Maßgeschneidert | 03.07.2015 - 19.07.2015                            |
| Luther und die Folgen für die Stadt | 26.03.2015 - 06.09.2015                            |
| Stadt Bild Wandel. Hamburg in Fotografien | 19.06.2015 - 18.10.2015                            |
| Hamburg ins Gesicht geschaut. Porträts aus fünf Jahrhunderten | 25.11.2015 - 22.05.2016                            |
| Kein Bier ohne Alster. Hamburg – Brauhaus der Hanse | 07.09.2016 - 12.03.2017                            |
| Revolution! Revolution? Hamburg 1918-1919 | 24.04.2018 - 25.02.2019                            |
| Die Neue Heimat 1952-1982. Eine sozialdemokratische Utopie und ihre Bauten | 27.07.2019 - 06.10.2019                            |
| Tattoo-Legenden. Christian Warlich auf St. Pauli | 27.11.2019 - 25.05.2020                            |
| Eine Stadt wird bunt. Hamburg Graffiti History 1980-1999 | 02.11.2022 - 31.07.2023                            |